# Угон Boeing 747 в Гуанчжоу
Угон Boeing 747 в Гуанчжоу — угон самолёта, произошедший в субботу 3 мая 1986 года. Грузовой самолёт Boeing 747-2R7F авиакомпании China Airlines Cargo выполнял плановый рейс CI334 (позывной — Dynasty 334) по маршруту Сингапур—Бангкок—Гонконг—Тайбэй, но при подлёте к Гонконгу был угнан командиром экипажа (КВС), который посадил самолёт в Гуанчжоу (Китай). Причиной угона самолёта стали личные мотивы командира экипажа.
После этого инцидента Президент Китайской Республики Цзян Цзинго отказался от своей политики «трёх нет» в отношении контактов с континентальным Китаем, после чего направил нескольких делегатов в Гонконг для переговоров с официальными лицами Китая о возвращении самолёта и экипажа в страну. Инцидент был признан катализатором в возобновлении отношений между материковым Китаем и Китайской Республикой.

## Самолёт
Boeing 747-2R7F (регистрационный номер B-198, заводской 22390, серийный 482) был выпущен в 1980 году (первый полёт совершил 30 сентября). 10 октября того же года был передан авиакомпании Cargolux, в которой получил бортовой номер LX-ECV и имя City of Esch sur Alzette. 2 июня 1985 года был куплен авиакомпанией China Airlines Cargo и его б/н сменился на B-198. Оснащён четырьмя турбовентиляторными двигателями Pratt & Whitney JT9D-7R4G2.
29 декабря 1991 года, выполняя рейс CI358 по маршруту Тайбэй—Анкоридж, врезался в склон холма недалеко от Ванли после отрыва обоих правых двигателей (№ 3 и № 4). Погибли все находившиеся на его борту 5 членов экипажа.

## Экипаж
- Командир воздушного судна (КВС) — 56-летний Ван Сичу (англ. Wang Hsi-chueh, кит. 王錫爵). Очень опытный пилот, проходил службу в ВВС Китайской Республики. В авиакомпании China Airlines проработал 18 лет и 10 месяцев (с 16 июня 1967 года), где управлял самолётами Boeing 707, Boeing 727 и Boeing 747.
- Второй пилот — 57-летний Тун Куангсин (англ. Tung Kuang-hsing, кит. 董光興). Очень опытный пилот, также (как и КВС) проходил службу в ВВС Китайской Республики. В авиакомпании China Airlines проработал 15 лет (с 1971 года), где управлял самолётами Airbus A300, Boeing 707, Boeing 727 и Boeing 747.
- Бортинженер — 38-летний Чиу Мингчи (англ. Chiu Ming-chih, кит. 邱明志).

## Хронология событий
- 05:50 — рейс CI334 вылетел из Сингапура в Бангкок.
- 14:40 — [после вылета из Бангкока] 334 прошёл контрольную точку IDOSI примерно в 220 километрах к юго-востоку от Гонконга. Затем самолёт выполнил указание Управления воздушным движением Гонконга и снизился с высоты 10 000 метров.
- 14:45 — после того, как бортинженер покинул кабину (вышел в туалет), КВС напал на второго пилота с аварийным топором, скрутил его и надел на него наручники.
- 14:50 — бортинженер вернулся в кабину и между ним и КВС произошла драка.
- 14:50 — УВД Гонконга, обнаружив, что рейс 334 не снизился до необходимой высоты, вновь приказало ему это сделать.
- 15:00 — примерно в 93 километрах от контрольной точки FLIR на Гонконг КВС вышел на связь с диспетчерами аэропорта Гуанчжоу-Байюнь и запросил посадку. Самолёт в этот момент находился на высоте около 4600 метров.
- 15:07 — запланированное время прибытия рейса CI334 в аэропорт Кайтак; УВД Гонконга отмечает, что самолёт продолжал лететь на север.
- 15:08 — КВС угрожает создать небезопасную ситуацию в самолёте. На высоте 1400 метров в кабине экипажа срабатывает сигнал о сваливании. Бортинженер поднимает закрылки самолёта, рискуя упасть в море.
- 15:13 — КВС получил от Управления гражданской авиации КНР разрешение на посадку в аэропорту Гуанчжоу-Байюнь.
- 15:45-15:50 — рейс CI334 приземлился в аэропорту Гуанчжоу-Байюнь, пилоты были арестованы.

## Мотивы угона
По словам командира экипажа, ещё в начале 1980-х он связался со своей семьёй в Сычуани и узнал, что его отец, которого он считал умершим, всё ещё жив. В 1984 году он встретился со своей семьёй в Гонконге и в итоге из-за тоски по родине 3 мая 1986 года КВС решился на угон самолёта.

## Последствия
Угон рейса CI334 и последующие переговоры о его возвращении привели к значительным улучшениям отношений между Китайской Республикой и Китаем. Это фактически положило конец политике «Трёх нет» и в конечном итоге привело к официальному установлению политики «Трёх звеньев», которые первоначально были предложены Китаю в 1979 году. В 1987 году Китайская Республика официально отменила военное положение, действовавшее с 1949 года.